# Lagoa das Achadas
Lagoa das Achadas ist ein See in Portugal auf der Azoren-Insel São Miguel im Kreis Ponta Delgada.
Der See liegt auf etwa 575 m Höhe über dem Meeresspiegel und ist zirka 0,2 ha groß.